# 道の駅よこはま
道の駅よこはま（みちのえき よこはま）は、青森県上北郡横浜町にある国道279号の道の駅。愛称は菜の花プラザ。

## 沿革
- 1999年（平成11年）8月27日 - 道の駅に登録される。
- 2016年（平成28年）1月27日 - 国土交通省により平成27年度重点「道の駅」に選定される[1]。主な特徴は「周辺施設を活用した、地方創生拠点を形成する自動車専用道路IC直結の道の駅」であること[2]。青森県内からの選定としては初めて[3]。地産地消・六次産業化の推進計画や除雪ステーションの整備などに取り組む企画案が評価された[3]。
- 2021年9月1日、既設の道の駅の北に隣接する区域に駐車場とトイレ・休憩施設がオープン[4][5]
- 2021年11月1日、菜の花プラザの北側の敷地に横浜防災除雪ステーションが完成し業務を開始した。ヘリポート、非常用電源、除雪車格納庫を備え、県が維持管理を実施する[6]。

## 施設
本館ロビーはホタテをモチーフにした特徴ある意匠。
- 駐車場
  - 普通車：50台
  - 大型車：3台
  - 身障者用駐車場：2台
- トイレ
  - 男：大 4器（2器）、小 7器（4器）
  - 女：9器（5器）
  - 身障者用：3器（2器）

※（）は、24時間利用可能
- 公衆電話：1台
- 公衆FAX：1台
- 特産品販売所・直売所
- レストラン（ラストオーダーは30分前）
  - 4・9・10月 11:00 - 18:00
  - 5月 - 8月 11:00 - 20:00
  - 11月 - 3月 11:00 - 17:30
- 情報提供施設
  - 情報端末機
  - フリーWi-fi

### 名産品
- 菜の花ドーナツ。ペースト状にした菜の花を生地に練りこみ、ナタネの一番搾り油で揚げたもの。断面が黄緑色をしている。[8]
- 菜の花ソフトクリーム
- ほろよい豚（トン）メンチカツバーガー - ほろよい豚のメンチカツを米粉パンにはさんだもの[9]。ほろよい豚は飯田養豚場で飼育されるブランド豚。酒粕を与えて育てるのが特徴。

## 休館日
- 12月31日 - 1月1日
- 毎週火曜日・祝日の場合は翌水曜日（1月4日 - 3月31日の期間）

## アクセス
- 国道279号 - 登録路線
- 青森県道179号泊陸奥横浜停車場線
- JR大湊線 陸奥横浜駅から町道経由、約500 m

## 周辺
- 菜の花畑
- 三保野公園
- 横浜町ふれあいセンター。公民館、図書館、老人福祉センターおよび入浴施設「横浜温泉」の複合施設[10]。

## 道の駅よこはまエリア地方創生拠点基本計画
青森県及び横浜町は平成28年3月29日に道の駅よこはまエリア地方創生拠点基本計画を策定した
。
計画の概要はおよそ以下の通り：
- 下北半島縦貫道路横浜IC（仮称）と道の駅よこはまエリアとの連携により、下北半島縦貫道路の休憩施設・情報施設としての活用を図ること
- 同道の駅および近隣施設を活用し、「産業振興」＋「地域福祉」＋「防災」の3機能を有する『地方創生拠点』として機能強化を目指すこと。
  - 具体的には、道の駅そのもの、および近隣の横浜小学校、横浜中学校、三保野公園、給食センター跡地、横浜町給水場、ならびに民間事業所（コンビニおよびガソリンスタンド）等を活用または機能強化し、広域防災支援部隊の後方支援拠点としての機能を持たせることを目指す。